# Manutenzione opportunistica
La Manutenzione opportunistica è un'azione manutentiva (migliorativa o correttiva, preventiva o incidentale), realizzata in un periodo nel quale non è richiesta la disponibilità del sistema mantenuto.
L'obiettivo di un'organizzazione, generalmente, è di far tendere la disponibilità operativa dei sistemi (ossia la disponibilità nel periodo dove è richiesto l'utilizzo del sistema) all'unità, ossia non avere se possibile interruzioni nella disponibilità di un sistema durante il periodo nella quale è richiesta (che potrebbe anche essere inferiore alle 24 ore per giorno).
Ad esempio, nell'industria manifatturiera, vi è una certa resistenza da parte della produzione a fermare una linea per far intervenire la manutenzione, tale atteggiamento comporta il rischio che, mantenendo una condizione di avaria, si arrivi ad un danno maggiore del previsto.
Anche quando la linea è sottomessa infine all'azione manutentiva, quest'ultima deve svolgersi nel più breve tempo possibile, con conseguente stress per l'organizzazione manutentiva, la quale deve essere adeguatamente formata e strutturata, condizione che non sempre si verifica.
La Manutenzione opportunistica permette di evitare tutto ciò prevedendo l'intervento manutentivo al di fuori di un periodo operativo del sistema. Oppure realizzando l'azione manutentiva contemporaneamente a una fermata programmata per altre ragioni, ad esempio per un cambio di produzione, o per l'attesa di materiali.
La Manutenibilità in quest'ultimo caso gioca un ruolo importante, perché tanto inferiore è il tempo dedicato alla manutenzione, tanto minore è la probabilità che quest'ultima sia completata oltre al termine della fermata.
La Manutenzione preventiva favorisce la realizzazione di Manutenzioni opportunistiche in quanto, viceversa, in presenza di un guasto improvviso è molto più difficile operare in senso "opportunistico", a meno che si riesca a coordinare l'intervento con una fermata programmata in tempi brevissimi.
La combinazione di Preventiva ed Opportunistica, è così efficace che spesso, in letteratura, l'opportunistica è contemplata fra le politiche di manutenzione preventive.
Questo genere di classificazione non è però corretta, in quanto la Manutenzione opportunistica ha un'origine organizzativa e non è una vera e propria politica di manutenzione, ma piuttosto di una modalità di collaborazione fra manutenzione ed esercizio.